# Richard Hawley

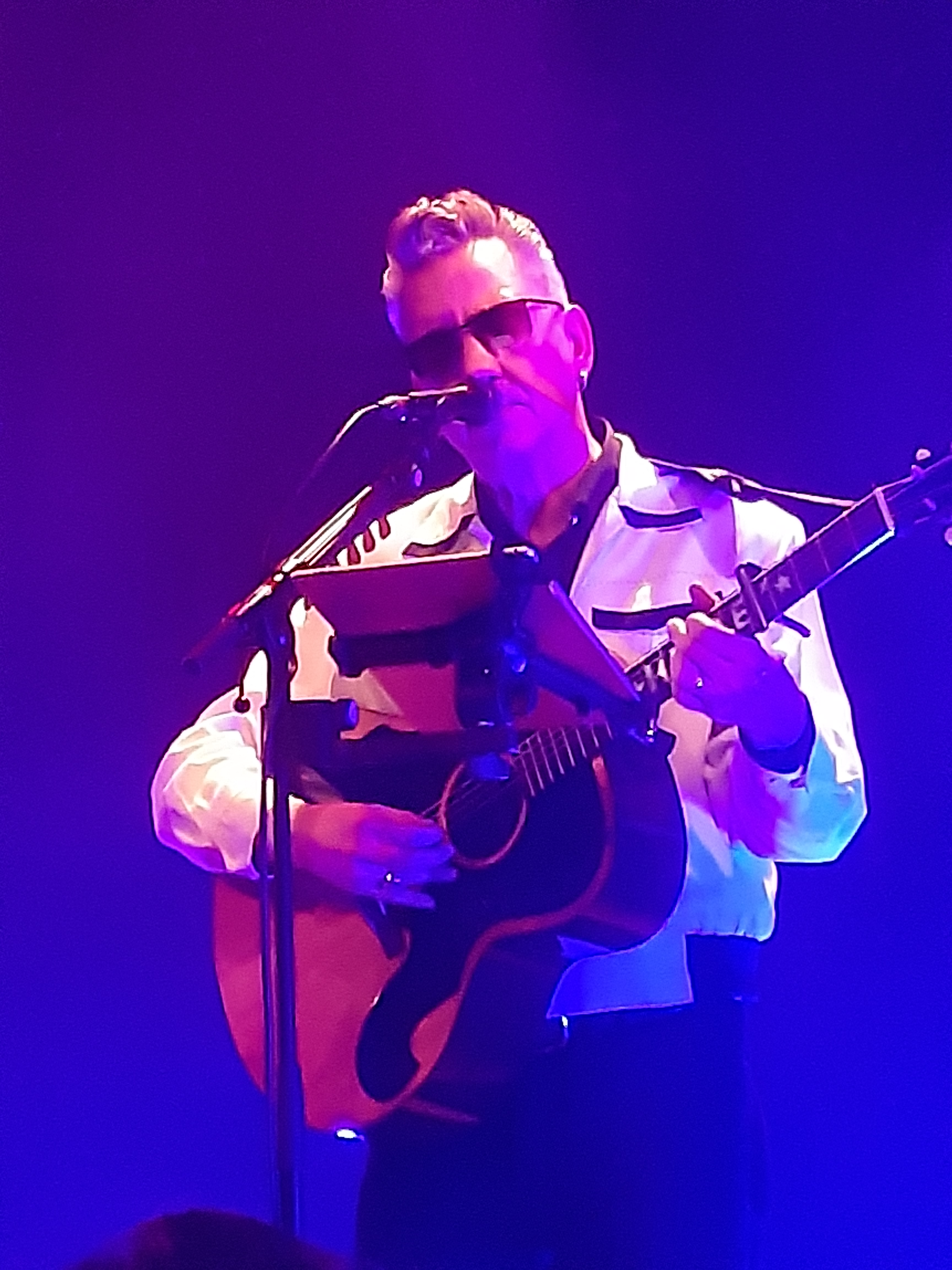
Richard Hawley (2024)

Richard Willis Hawley (* 17. Januar 1967 in Sheffield) ist ein britischer Sänger, Musiker und Songwriter. 2002 schaffte er es erstmals in die britischen Singlecharts. Ab 2005 waren seine Alben regelmäßig in seinem Heimatland und in anderen europäischen Ländern in den Charts.

## Laufbahn
Vor seiner Solokarriere hatte Hawley in der Band Treebound Story und in der Britpop-Band Longpigs gespielt. Später begleitete er auf Konzerttourneen Pulp, deren Sänger Jarvis Cocker ein guter Freund Hawleys ist. Cocker war es auch, der Hawley zu seiner Solokarriere ermunterte.
Sein erstes Album Richard Hawley erschien 2000 zunächst als Minialbum, ein Jahr später als reguläres Album mit zusätzlichen Stücken. Mit der Single Baby, You’re My Light aus seinem zweiten Album stieg er 2002 erstmals in die britischen Charts ein (# 81). Sein drittes, 2003 veröffentlichtes Album Lowedges wurde von der Musikkritik mit Lob überhäuft und machte ihn einem breiteren Publikum bekannt.
Den kommerziell bislang größten Erfolg brachte sein fünftes, 2007 veröffentlichtes Album Lady’s Bridge: Die Single Tonight the Streets Are Ours erreichte Platz 40 der Singlecharts, das Album selbst Platz 6 der Albumcharts. Tonight the Streets Are Ours diente dem Film Exit Through the Gift Shop des britischen Street Artists Banksy als Filmmusik.
Truelove’s Gutter, sein sechstes Album, kam im September 2009 heraus. Auf dem Album, das nach Angaben Hawleys keine Single-tauglichen Nummern enthält, werden seltene Musikinstrumente wie Glasharmonika, Waterphone oder Cristal Baschet eingesetzt.

## Musik
Richard Hawley verwendet für seine meist langsamen und melodiösen Songs Instrumentierungen und Sounds, die sich an vergangenen Epochen der Popmusik orientieren. Die Süddeutsche Zeitung charakterisierte die Musik als „mal im sparsam ratternden Rock ’n’ Roll, mal im Jazz, mal im Doo-Wop, mit der dezenten Wucht alter englischer Music Halls orchestriert“. Der Wiener Standard siedelte sie „zwischen Roy-Orbison-Bombast, sanftem Rockabilly-Rumpeln und Songs aus der Lee-Hazlewood- und Johnny-Cash-Schule“ an.

## Diskografie

### Alben
| Jahr | Titel                           | Höchstplatzierung, Gesamtwochen, AuszeichnungChartplatzierungen (Jahr, Titel, Platzierungen, Wochen, Auszeichnungen, Anmerkungen) | Höchstplatzierung, Gesamtwochen, AuszeichnungChartplatzierungen (Jahr, Titel, Platzierungen, Wochen, Auszeichnungen, Anmerkungen) | Höchstplatzierung, Gesamtwochen, AuszeichnungChartplatzierungen (Jahr, Titel, Platzierungen, Wochen, Auszeichnungen, Anmerkungen) | Anmerkungen |
| Jahr | Titel                           | DE | CH | UK | Anmerkungen |
| ---- | ------------------------------- | --- | --- | --- | ----------- |
| 2005 | Coles Corner                    | — | — | UK37 Gold · (7 Wo.)UK |             |
| 2007 | Lady’s Bridge                   | — | — | UK6 Gold · (6 Wo.)UK |             |
| 2009 | Truelove’s Gutter               | DE72 (1 Wo.)DE | — | UK17 Silber · (3 Wo.)UK |             |
| 2012 | Standing at the Sky’s Edge      | DE93 (1 Wo.)DE | — | UK3 Silber · (11 Wo.)UK |             |
| 2015 | Hollow Meadows                  | — | — | UK9 (7 Wo.)UK |             |
| 2019 | Further                         | — | — | UK3 (3 Wo.)UK |             |
| 2023 | Now Then – The Very Best Of     | — | — | UK15 (1 Wo.)UK |             |
| 2024 | In This City They Call You Love | — | CH62 (1 Wo.)CH | UK5 (1 Wo.)UK |             |

Weitere Alben
- Richard Hawley (2000)
- Late Night Final (2001)
- Lowedges (2003)
- Live at the Devil’s Arse (2009)
- False Lights from the Land (2010)

### Singles
| Jahr | Titel Album                    | Höchstplatzierung, Gesamtwochen, AuszeichnungChartsChartplatzierungen (Jahr, Titel, Album, Platzierungen, Wochen, Auszeichnungen, Anmerkungen) | Anmerkungen |
| Jahr | Titel Album                    | UK | Anmerkungen |
| ---- | ------------------------------ | --- | ----------- |
| 2002 | Baby You’re My Light –         | UK81 (1 Wo.)UK |             |
| 2006 | Just Like the Rain –           | UK94 (1 Wo.)UK |             |
| 2006 | Born Under a Bad Sign –        | UK81 (1 Wo.)UK |             |
| 2006 | Hotel Room –                   | UK64 (2 Wo.)UK |             |
| 2007 | Tonight the Streets Are Ours – | UK40 (2 Wo.)UK |             |
| 2007 | Serious –                      | UK83 (1 Wo.)UK |             |

Weitere Singles
- Coming Home (2001)
- Run for Me (2003)
- The Ocean (2005)
- Coles Corner (2005)
- Valentine (2008)
- Rockabilly Radio (2008)
- For Your Lover, Give Some Time (2009)